# Frans Vermeeren
Frans Vermeeren (1872-1935) was een Nederlands kunstschilder. Vermeeren was een broer van Jac Vermeeren, en een neef van Bert Vermeeren.
Frans Vermeeren was huisschilder van beroep, en in zijn vrije tijd schilderde hij de omgeving van Ginneken: het Mastbos, boerderijen en landschappen. Van Frans zijn in totaal 17 werken bekend, niet alleen in olie, maar ook aquarellen.